# Maria Conesa
Maria Conesa (Vinaròs, 9 d'abril de 1893 - Ciutat de Mèxic, 4 de setembre de 1978), coneguda també com “La Gatita Blanca”, va ser una tiple còmica, actriu i vedet, qui va realitzar la seua carrera principalment en el teatre de revista, el cinema i la televisió mexicana.

## Biografia

### Inicis
Va ser batejada amb el nom de Dorotea Conesa Redó. La seua data de naixement és objecte de disputa pel fet que es va falsejar la seua edat per a poder actuar quan encara no tenia l'edat adequada. L'acta de naixement indica que va nàixer el 9 d'abril de 1893, però ella afirmava sempre haver nascut el 12 de desembre de 1893. Va ser la filla mitjana de Manuel Conesa Artiga, natural de Sant Mateu, i de Teresa Redó Vidal, de Vinaròs. El seu germà menor s'anomenava Manuel Conesa Redó, qui va ser actor amb el sobrenom de Manuel París. La seua germana gran va ser Teresa Conesa, coneguda com a Teresita.
La família es va traslladar a Barcelona l'any 1900, i allí ella i sa germana Teresa van debutar a la companyia de teatre Aurora Infantil. Amb només vuit i onze anys, les dues germanes Conesa van esdevindre un èxit entre el públic. En els següents anys, la companyia va realitzar diferents representacions tant a Barcelona com a París, Madrid i algunes ciutats d'Itàlia. L'any 1901 la companyia va arribar a Mèxic, on va debutar al Teatro Principal amb diverses sarsueles de moda, i també amb un paper menor en La verbena de la paloma. L'any 1906 van tornar a Barcelona, on es van convertir en l'atracció principal de l'Edèn Concert. Aquest fet va provocar la gelosia de la Bella Czarina, la figura principal d'aquest teatre de la Rambla, qui es veia eclipsada per les dues germanes. El germà de la Bella Czarina, suposadament per ordre seua, va apunyalar a les germanes a una de les llotges del teatre, matant a Teresa (qui en aquell moment només tenia setze anys) i ferint a Maria. La ràpida intervenció del públic va evitar la seua mort.

### Consolidació
L'any 1907 va tornar a Amèrica amb el seu pare, decidit a convertir a l'única filla que li quedava en una gran celebritat. Va actuar a l'Havana, al Teatro Albisu, on va representar El pollo Tejada, una obra còmica amb música de Joaquín Valverde i José Serrano, però el gran èxit li va vindre amb la sarsuela La gatita blanca, d'Amadeu Vives i Gerónimo Giménez. Aquell mateix any va tornar a Mèxic, on va representar nombroses vegades aquesta sarsuela, fet que li va fer guanyar-se el sobrenom de la Gatita Blanca. Aquest nom el mantindria per la resta de la seua vida.
Al cap de poc temps, Maria Conesa s'havia convertit en l'artista millor pagada de tot Mèxic. A més de La gatita blanca, altres grans èxits d'aquesta època són La alegre trompetería, de Vicente Lleó, i Las musas latinas, de Manuel Penella. La seua fama va arribar a tal punt que es va crear un partit polític: el Partido Estudiantil Conesista (PEC), dedicat a defensar-la de les males crítiques i dels atacs d'un sector del públic.
L'any 1908 va quedar embarassada de l'empresari Manuel Sanz, propietari del Teatro Colón de Mèxic, però per a evitar les crítiques va marxar a Nova York, on va tenir el seu fill, a qui van batejar com a Manuel Sanz Conesa. Després del part, van tornar a Mèxic, on es van casar. L'any 1909 va tornar als escenaris, recuperant el seu gran èxit al Teatro Colón. L'any 1910 va interpretar l'Himne Nacional Mexicà davant de Porfirio Díaz. En esclatar la revolució mexicana, Maria i el seu marit decideixen tornar a Europa, alternant estades a Barcelona i a París. En aquest període, el matrimoni va tindre un segon fill. Tanmateix, l'any 1914 decideixen tornar a Mèxic, a pesar del conflicte. En paraules de la mateixa Conesa: «A mí las balas me respetan». Fins i tot es va donar la situació en la qual combatents revolucionaris acudien al teatre a veure-la, amb l'arma a la mà, mentre al carrer se sentien els sorolls dels trets. Es conta que figures rellevants com Pancho Villa o Emiliano Zapata van intentar seduir-la, fet que provocava la gelosia del seu marit (a qui ja se'l coneixia popularment com “el Señor Conesa”). Més endavant, conjuntament amb Esperanza Iris i Prudencia Griffel, va fundar l'espectacle Las Tres Gracias. A més, va ajudar a impulsar la carrera d'altres cantants com Celia Montalván, Lupe Rivas Cacho, Aurora Walker, Mimí Derba o Lupe Vélez. D'altra banda, va entaular amistat amb polítics de renom com Francisco Ignacio Madero, Plutarco Elías Calles, Pascual Ortiz Rubio, Vetustiano Carranza, Manuel Ávila Camacho o Adolfo Ruiz Cortines, tots ells presidents de Mèxic en algun moment de la seua vida. El músic Agustín Lara li va dedicar dos cançons: La guapa i Monísima Mujer.

### Salt al cinema
L'any 1923 va tornar a Espanya, mentre que el seu marit es va quedar a Mèxic preparant els documents del divorci. Va tornar momentàniament a la seua ciutat natal, Vinaròs, per a inaugurar el Cine Moderno. L'any 1924, l'empresari José Campúa la va contractar per al Madrid Cinema, i després per al Teatro Maravillas de Madrid, amb un sou de mil pessetes diàries.
Aquell mateix any va tornar a Mèxic, però ja no va rebre el mateix èxit que abans, ja que el teatre de revista estava ja en decadència. A causa dels seus contactes amb dissidents del govern mexicà, va ser expulsada del país, refugiant-se a Cuba. Allí va continuar actuant en diversos teatres. Un temps després es trasllada a Los Ángeles, on va interessar-se pel cinema de Hollywood. Va fer algunes proves de càsting i li van fer diverses ofertes, però les va rebutjar totes. Finalment, havent aclarit la seua situació, va poder tornar a Mèxic l'any 1930. Allí va començar a participar en pel·lícules mexicanes com Refugiados en Madrid o Madre a la fuerza. A poc a poc va entaular amistat amb actors mexicans com Cantinflas, Dolores del Río, Lupe Vélez, Arturo de Córdova, María Félix o María Elena Marqués.
A finals dels anys 40 va actuar en pel·lícules com Una mujer con pasado, La rebelión de los fantasmas, Hijos de la mala vida i Entre tu amor y el cielo.

### Últims anys i mort
L'any 1965, ja amb setanta-dos anys, va participar en la telenovela Las Abuelas. L'octubre de l'any 1971 va tornar a fer un viatge a Espanya, en el que va tornar a visitar la seua ciutat natal i va realitzar un espectacle per a la residència de gent major de la localitat. L'octubre següent va repetir el mateix viatge, repetint la mateixa actuació. L'any 1976 va rebre un homenatge nacional per part del govern mexicà. L'agost de l'any 1978, amb vuitanta-cinc anys, va participar en una representació de La verbena de la paloma, en la qual feia el paper de la Tía Antonia. Casualment, aquesta sarsuela, que va ser la primera que va representar quan va arribar a Mèxic l'any 1901, va ser també la seua última representació. Uns dies després, el 4 de setembre, va morir. Va ser soterrada al Panteó d'Homes Il·lustres de Mèxic, sent la primera dona a ser soterrada allí. En el seu testament estava escrit que deixava totes les seues pertinences a la Universitat Nacional Autònoma de Mèxic, a excepció de 50.000 pesos (equivalents a 153.139 pessetes) que va donar a les escoles de Vinaròs.

## Filmografia

### Cinema
- El pobre Valbuena (1917)
- Payasos Nacionales (1922)
- Refugiados en Madrid (1938)
- Madre a la fuerza (1940)
- Una mujer con pasado (1949)
- La rebelión de los fantasmas (1949)
- Hijos de la mala vida (1949)
- Entre tu amor y el cielo (1950)

### Televisió
- Las Abuelas (1965)